# 프레드홀름 작용소
함수해석학에서 프레드홀름 작용소(Fredholm作用素, 영어: Fredholm operator)는 두 바나흐 공간 사이의, 핵과 여핵이 유한 차원인 유계 작용소이다. 이 경우, 핵의 차원과 여핵의 차원의 차를 그 지표(指標, 영어: index 인덱스[*])라고 한다.

## 정의
{\displaystyle \mathbb {K} \in \{\mathbb {R} ,\mathbb {C} \}}이며, {\displaystyle X}와 {\displaystyle Y}가 {\displaystyle \mathbb {K} }-바나흐 공간이라고 하자. {\displaystyle X}와 {\displaystyle Y} 사이의 {\displaystyle \mathbb {K} }-유계 작용소 {\displaystyle T\in B(X,Y;\mathbb {K} )}에 대하여, 다음 세 조건들이 서로 동치이며, 이를 만족시키는 {\displaystyle \mathbb {K} }-유계 작용소를 프레드홀름 작용소라고 한다.
- {\displaystyle T}의 핵 {\displaystyle \ker T=T^{-1}(0)}과 여핵 {\displaystyle \operatorname {coker} T=Y/\operatorname {im} T}이 유한 차원의 벡터 공간이다.[1]:156 여기서 {\displaystyle Y/\operatorname {im} T}는 공역의 그 상에 대한 몫공간이다.
- 핵 {\displaystyle \ker T}과 여핵 {\displaystyle \operatorname {coker} T}이 유한 차원이며, 또한 그 상 {\displaystyle T(X)}가 닫힌집합이다.
- {\displaystyle T}는 콤팩트 작용소를 제외하고 가역이다. 즉, 유계 작용소 {\displaystyle S\in B(Y,X)}가 존재하여, {\displaystyle \operatorname {Id} _{X}-ST}와 {\displaystyle \operatorname {Id} _{Y}-TS} 둘 다 콤팩트 작용소이다.

프레드홀름 작용소 {\displaystyle T}의 지표 {\displaystyle \operatorname {ind} T}는 그 핵의 차원과 여핵의 차원의 차다.
{\displaystyle \operatorname {ind} T=\dim \ker T-\dim \operatorname {coker} T}.

## 성질

### 연산에 대한 닫힘
프레드홀름 작용소들은 합성에 대하여 닫혀 있으며, 이는 지표에 대하여 가법(加法)이다. 즉, 임의의 세 {\displaystyle \mathbb {K} }-바나흐 공간 사이의 두 프레드홀름 작용소
{\displaystyle X{\xrightarrow {T}}Y{\xrightarrow {U}}Z}
가 주어졌을 때, {\displaystyle U\circ T\colon X\to Z} 역시 프레드홀름 작용소이며,
{\displaystyle \operatorname {ind} (U\circ T)=\operatorname {ind} (U)+\operatorname {ind} (T)}
이다.
프레드홀름 작용소와 콤팩트 작용소의 합은 프레드홀름 작용소이며, 그 프레드홀름 지표는 변하지 않는다. 즉, 두 {\displaystyle \mathbb {K} }-바나흐 공간 {\displaystyle X,Y} 사이의 프레드홀름 작용소 {\displaystyle F\colon X\to Y}와 콤팩트 작용소 {\displaystyle K\colon X\to Y}가 주어졌을 때,
{\displaystyle \operatorname {ind} (F+K)=\operatorname {ind} (F)}
이다.

### 위상수학적 성질
{\displaystyle \mathbb {K} }-유계 작용소의 공간 {\displaystyle \operatorname {B} (X,Y;\mathbb {K} )}에 작용소 노름을 부여하자. 그렇다면, 프레드홀름 작용소들의 집합
{\displaystyle \operatorname {Fred} (X,Y;\mathbb {K} )\subseteq \operatorname {B} (X,Y;\mathbb {K} )}
은 그 속의 열린집합이다.

### 아티야-싱어 지표 정리
매끄러운 다양체 위의 매끄러운 벡터 다발의 매끄러운 단면 공간 위의 프레드홀름 작용소의 지표는 아티야-싱어 지표 정리로 계산된다.

## 예
만약 {\displaystyle X}와 {\displaystyle Y}가 유한 차원 바나흐 공간이라면, 그 사이의 모든 유계 작용소는 프레드홀름 작용소이다. 즉, 프레드홀름 작용소의 개념은 무한 차원에서만 의미가 있다.
임의의 {\displaystyle \mathbb {K} }-바나흐 공간 위의 항등 함수는 (자명하게) 지표 0의 프레드홀름 작용소이다.

### 밀기
분해 가능 {\displaystyle \mathbb {K} }-힐베르트 공간 {\displaystyle {\mathcal {H}}}의 정규 직교 기저
{\displaystyle (e_{i})_{i=0}^{\infty }}
를 생각하자. 그렇다면, 밀기 연산자(영어: shift operator)
{\displaystyle S\colon e_{i}\mapsto e_{i+1}\qquad \forall i\in \mathbb {N} }
를 생각할 수 있다. 이 경우
{\displaystyle \ker S=\{0\}}
{\displaystyle \operatorname {im} S=\left(\operatorname {Span} _{\mathbb {K} }\{e_{0}\}\right)^{\perp }}
이므로
{\displaystyle \operatorname {ind} S=\dim \ker S-\dim \operatorname {coker} S=-1}
이다.

## 역사
적분 방정식 이론을 개척한 스웨덴의 수학자 에리크 이바르 프레드홀름의 이름을 땄다.